# ملعب نورث رود
ملعب نورث رود، ملعب كرة قدم إنجليزي سابق، وهو الملعب السابق لنادي مانشستر يونايتد.